# Australische tapijtkever
De Australische tapijtkever (Anthrenocerus australis) is een keversoort uit de familie spektorren (Dermestidae). De wetenschappelijke naam van de soort werd in 1843 gepubliceerd door Frederick William Hope.